# Tiki cocktail

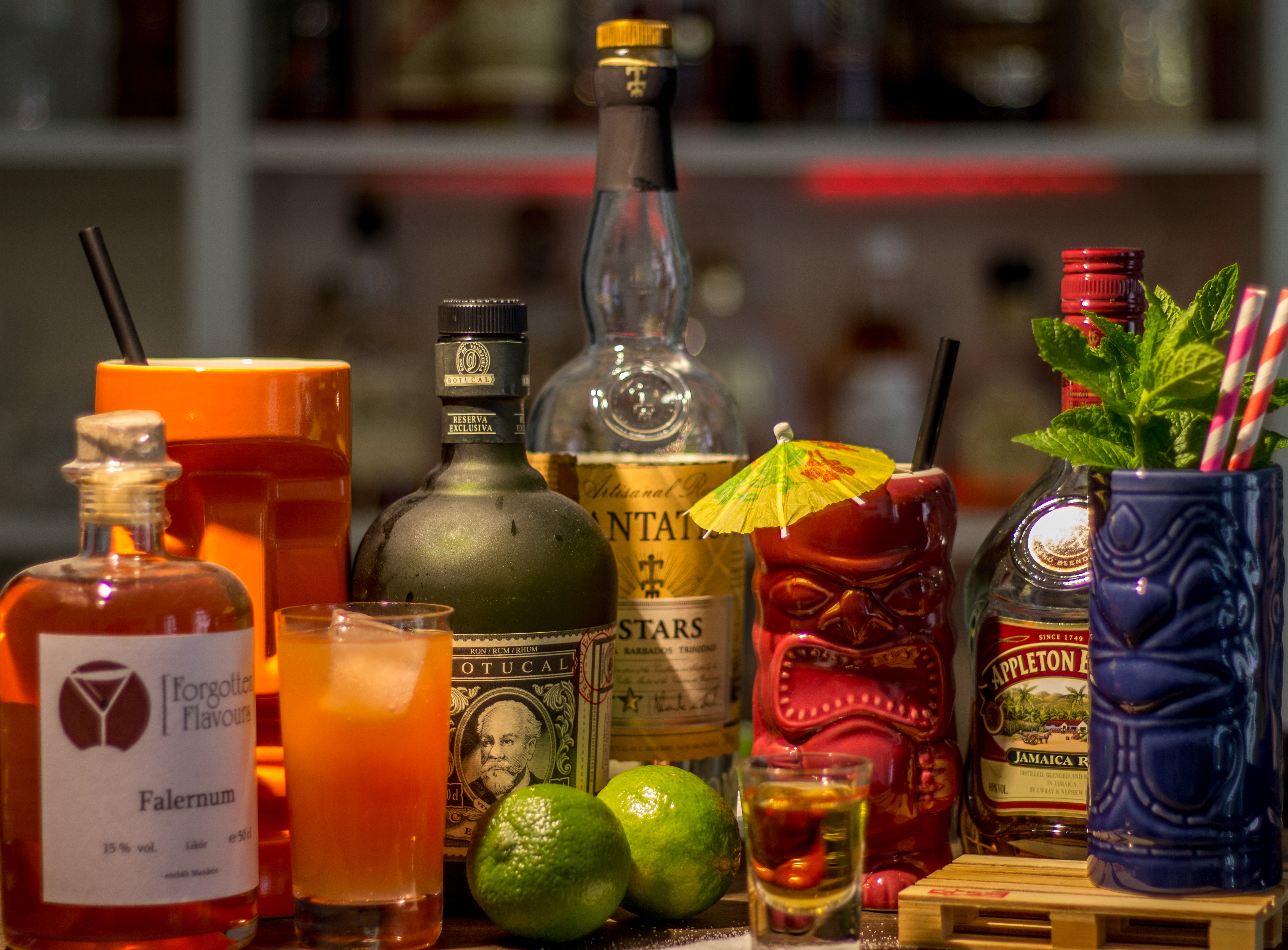
Ingredienti e bicchieri tipici dei cocktail tiki

I cocktail tiki  sono una categoria di cocktail che fanno parte della famiglia degli highball. Essi sono, generalmente, cocktail a base di rum e sapori freschi e fruttati, caratterizzati da elementi ispirati alla cultura polinesiana o comunque esotica. Nonostante questi tratti distintivi, essi non provengono da aree polinesiane bensì nascono all'interno della tiki culture, movimento artistico-culturale nato negli Stati Uniti intorno agli anni trenta del XX secolo.

## Storia
La categoria dei cocktail tiki nacque nel 1934, anno in cui l'imprenditore americano Donn Beach apre ad Hollywood un locale, il Don the Beachcomber (inizialmente denominato "Don's Beachcomber"); con il passare del tempo, il Don The Beachcomber verrà riconosciuto come il primo tiki bar del mondo. Il locale voleva essere un riflesso delle località esotiche in cui Beach visse fra il 1927 ed il 1933: oltre ad un'ambientazione esotica, all'interno del locale venivano serviti esclusivamente cocktail a base di rum, lime e zucchero, miscela che imparò durante alcuni viaggi nei tropici. Queste bevande, che Beach chiamava "rhum rapsodies", nome spesso semplificato in "exotic cocktails", ebbero un immediato successo, molto probabilmente perché il rum era, all'epoca, un distillato estremamente poco usato. Molti dei drink di Beach, considerati oggi i primi cocktail tiki, divennero ben presto dei classici: fra questi vi sono lo Zombie, il Navy Grog ed il Beachcomber. Un altro dei pionieri dei Tiki cocktail è Victor Bergeron. Egli, attraverso i suoi ristoranti a tema polinesiano Trader Vic's, ha creato e portato alla notorietà molti cocktail tiki fra i quali lo Scorpion Bowl e il Fog Cutter. Inoltre, sembra sia stato lui ad avviare la consuetudine dell'uso di bicchieri tematici in ceramica: in particolare, lui usava un bicchiere a forma di teschio per servire l'Hot buttered rum. Sebbene la cultura tiki subì un declino nell'interesse pubblico fra gli anni cinquanta e sessanta, i cocktail tiki continuarono ad essere serviti in molti bar: la categoria ha, negli anni, vissuto diverse evoluzioni, acquisendo una rinnovata popolarità nei primi anni 2000, periodo di riscoperta della tiki culture.

## Caratteristiche
Sebbene non vi sia una regolamentazione ufficiale, i cocktail tiki prevedono, generalmente, una base di rum, succo di lime e zucchero mescolati ad altri ingredienti, quali succhi di frutta, spezie o liquori, preferibilmente con note o rimandi tropicali. La presenza di rum, zucchero e lime non è sufficiente a definire un cocktail tiki: il rum sour, sebbene contenga tutti gli ingredienti, non è considerato un cocktail tiki; il Singapore Sling, che invece, non contiene rum, è spesso annoverato fra in questa categoria. Una caratteristica che, spesso, contraddistingue i cocktail tiki è un generico richiamo a località esotiche, spesso trasmessa tramite la presentazione: frequentemente, essi sono serviti in particolari bicchieri, chiamati appunto tiki mug e decorati con frutta, fiori o decorazioni vivaci, tipica di ambienti tropicali o, comunque, esotici.

### Cocktail
Fra i cocktail tiki più celebri e comuni vi sono il Mai Tai, lo Zombie, il Planter's Punch e la Piña Colada. Alcuni considerano il Singapore Sling e il Daiquiri cocktail proto-tiki. Un elenco non esaustivo di cocktail tiki comprende:
- Ancient Mariner
- Barracuda
- Blow my skull
- Blue Hawaii
- Blue Hawaiian
- Cobra's fang
- Daiquiri
- Mai Tai
- Planter's Punch
- Piña Colada
- Singapore Sling
- Sumatra Kula
- Zombie